# Salvatore Papaccio
Salvatore Papaccio (Napoli, 23 giugno 1890 – Napoli, 25 dicembre 1977) è stato un cantante italiano.

## Biografia
Salvatore Papaccio nacque a Napoli il 23 giugno 1890 da Alfonso, commerciante di legname e carbone, e da Michela, casalinga. Dimostrò sin da piccolo la sua predisposizione al canto, tanto che, già all'età di otto anni, partecipò a varie feste private e di piazza ed a programmi di varietà e di arte varia. La svolta avvenne nel 1908, quando fu scritturato nel coro del Teatro San Carlo per la stagione lirica 1908-1909.
Con il passare degli anni e con l'irrobustimento della voce, la sua carriera spiccò il volo, e, tra il 1910 ed il 1915, passò da corista a ruoli più importanti, debuttando, infine, nel ruolo del marinaio in Tristano e Isotta di Wagner, sotto la direzione del maestro Campanini, alla quale seguirono altre partecipazioni ad opere di gran successo, come Francesca da Rimini di Zandonai, Iris di Mascagni, Romeo e Giulietta di Gounod e Manon di Massenet.
Nel 1919 Papaccio firmò il suo primo contratto discografico con La voce del padrone, impegnandosi a registrare sia romanze che canzoni, come Mandulinata 'e notte, Femmena amata, Nu rampicante, Lassame e va, Napule mio e Sulo 'a chitarra mia. Nel 1920, come canzonettista, debuttò alla Piedigrotta La Canzonetta. In quest'occasione Papaccio strinse grande amicizia con l'editore Francesco Feola, il quale, sempre nello stesso anno, fece da testimone di nozze al cantante, sposatosi con Concetta Marra, che gli diede due figlie, Maria e Anna.
Nel 1921 Papaccio ritornò alla Piedigrotta La Canzonetta, trovando vivi applausi e continue richieste di bis. La sua popolarità crebbe a dismisura e la Phonotype di Americo Esposito, strappandolo alla Voce del padrone, lo scritturò con un ricco contratto discografico che durò oltre vent'anni. Nel 1922, ancora dividendosi tra la lirica e la canzonetta, Papaccio si ripresentò alla Piedigrotta La Canzonetta, dove trionfò con Silenzio cantatore, una canzone rimasta nella storia della musica napoletana. Nello stesso anno, a causa di impegni assunti con il Teatro San Carlo, dovette mancare all'appuntamento con il Teatro Nazionale di Roma e fu sostituito da un altro tenore, Vittorio Parisi, anch'egli strappato alla lirica da Francesco Feola. Sempre nello stesso anno, Papaccio fu invitato sia da Giuseppe Capolongo alla prima edizione della sua nuova editoria, dove trovò grande successo con la barcarola Onna che canta, che dal poeta Raffaele Chiurazzi a presenziare la Piedigrotta Nuova Italia Musicale, dove divise il palcoscenico con Rodolfo De Angelis, Diego Giannini, Tecla Scarano, Alda Vergani e Farfui Prima.
Nel 1923, passato definitivamente alla canzonetta, Papaccio ritornò alla Piedigrotta La Canzonetta, dove trionfò con il brano Chiove, dedicato dall'autore Libero Bovio alla cantante Elvira Donnarumma, la quale, nonostante le serie difficoltà cardiache, continuava la sua attività, senza il dovuto riposo consigliatole dal medico. Nello stesso anno il cantante fu invitato all'Audizione E. A. Mario, dove propose il motivo La leggenda della barca.
L'anno successivo l'artista presenziò la prima edizione dell'Audizione Marechiaro, lanciando i brani Core cuntento e A strazzione. Alla stessa manifestazione, Papaccio ritornò anche nel 1925 e, nello stesso anno, propose con successo A canzone 'e tutto 'o munno alla Piedigrotta La Canzonetta. Nel 1926 il cantante ritornò, per la terza volta consecutiva, alla Piedigrotta italo-americana di Edward Rossi, eseguendo le canzoni di Mario Nicolò.
In questi anni l'artista modificò la sua linea d'interpretazione, unendo alla classica melodia partenopea sia canzoni briose e allegre che motivi drammatici, canzoni di giacca e anche numerosi brani patriottici.
Nel 1928, dopo aver partecipato alla Piedigrotta Santa Lucia, Papaccio debuttò nel teatro di rivista, prendendo parte alla formazione della divina Anna Fougez. I due artisti, dopo questa tournée, divennero grandi amici, tanto che la Fougez, nello stesso anno, diventò la testimone di battesimo di Anna, seconda figlia di Papaccio.
Nel 1930 l'artista presenziò la prima e unica Piedigrotta di Nicola Valente e trovò calorosi applausi all'Audizione La Canzonetta con la canzone Grazie di cuore. L'anno successivo, all'Audizione Gennarelli, Papaccio ebbe un altro grande successo musicale con Paraviso e fuoco eterno.
Nel 1932 il suo grande amico Vittorio Parisi, reduce da un grande successo in America con Gilda Mignonette, gli propose di partire in tournée per l'estero, ma il cantante, con grande eleganza, declinò l'invito, per non allontanarsi dalle figlie e dalla moglie Concetta, che in questo periodo già avvertiva i primi sintomi del male che l'avrebbe portata, a soli 47 anni, alla morte.
Nel 1933 Papaccio fece un'importante tournée con la star italo-americana Ria Rosa con lo spettacolo Dodici Importanti Numeri, che debuttò al Teatro Ideal di Napoli. Sempre con Ria Rosa e altri cantanti, tra i quali Armando Gill, Carlo Buti, Raffaele Balsamo e Lia Negrita, Papaccio prese parte alla Piedigrotta E. A. Mario e all'Audizione Autori Associati, con Lydia Johnson, Vittorio Parisi e Ferdinando Rubino. Sempre nello stesso anno, l'artista partecipò alla Piedigrottissima del Teatro Bellini, con Lina Resal e Magda De Roy.
Nel 1934 Papaccio partecipò ad una tournée con Carmencita, Ada Bruges, Elda Teldi e Gianna Italia, e prese parte all'Audizione Bottega dei Quattro, dove lanciò il motivo Povera pazziella. Nello stesso anno, il cantante fu presente alla Piedigrotta La Canzonetta di Francesco Feola.
Nel 1935 l'artista consolidò il sodalizio con la collega Ada Bruges, con la quale partecipò, al Teatro Diana, allo spettacolo Duetti delle Vedette, insieme a Leo Brandi e a Carmen De Angelis. Nello stesso anno partecipò sia alla Piedigrotta E. A. Mario, dove lanciò il brano Via d'a salute, che all'Audizione Epifani dove propose il brano Comico da salotto che divenne, in seguito, un suo cavallo di battaglia. Prese parte, infine, alla Piedigrottissima di fine anno del Teatro Italia, con, tra gli altri, Lia Flirt, Arturo Gigliati e Ada Bruges. Sempre nello stesso anno, Salvatore Papaccio partecipò come protagonista al suo unico film, Napoli verde-blu, diretto da Armando Fizzarotti, e con Lina Gennari, Armando Gill ed Hellen Meiss.
Nel 1936 Papaccio ritornò alla Piedigrotta E. A. Mario ed all'Audizione La Canzonetta, dove, in quest'ultima, lanciò il motivo Sì bella e te n'avante. Nello stesso anno intraprese una tournée con Ada Bruges ed Elsa Moreno.
Con affetto e professionalità, Papaccio, nel 1937, partecipò, al Teatro Politeama, alla celebrazione canora per il compianto Ernesto Tagliaferri e fu nel cast della Piedigrotta La Canzonetta di Francesco Feola.
Nel 1938 Papaccio partì in tournée con Ada Bruges, debuttando al Teatro Augusteo di Napoli, e partecipò alla Piedigrotta Epifani, mentre, l'anno successivo partecipò, al Teatro Politeama, al galà Le più belle canzoni di De Curtis, con Nella De Campi, Franco Capaldo e Nuovo Fiore (poi Pia Velsi). Nello stesso anno Papaccio partecipò alla Piedigrotta Epifani, dove propone i brani Stella e Povera figlia.
Senza mai concedersi soste, nel 1940 il cantante partì in tournée con Aida Ranieri, Lia Folli e con la Compagnia Glori, e lanciò, alla Piedigrotta Bottega dei Quattro, le canzoni Patria e O surdato nun tene età, alle quali seguì un'altra bella canzone di successo, P'annammurà 'na femmena, che l'artista propose alla Piedigrotta Epifani del 1941, prima di concedersi una lunga pausa dovuta agli avvenimenti bellici, durante i quali badò alle figlie, essendo scomparsa sua moglie Concetta nel 1938.
Il cantante ritornò all'attività nel 1944, in occasione della Piedigrotta Pisano-Cioffi. Dopo una parentesi di due anni, ritornò definitivamente nel 1946; tuttavia, con l'avanzare dell'età, iniziò a ridurre gli impegni artistici, nonostante le innumerevoli proposte.
Nel 1948 l'artista mise su una propria formazione e debuttò al Teatro Giardino di Napoli, ma le aspettative furono assai deludenti. Nello stesso anno, Papaccio partecipò alla Piedigrottissima del Teatro Ausonia, con Fregolino, Anna D'Andria e Isa Landi. Nel 1949, tra un cast di veterani e promesse, Papaccio intervenne allo Spettacolissimo dell'Arena Arenaccia, con Ferdinando Rubino, Alfredo Sivoli, Vera Nandi e Irma Doris.
Nel 1950 il cantante eseguì alla Piedigrotta La Canzonetta la nostalgica e intensa Suonno 'e n'artista, scritta da Enzo Bonagura e musicata da Furio Rendine, che nel 1953 sposò Anna, la seconda figlia di Papaccio. Da questo matrimonio di Anna, Papaccio ebbe tre nipoti, tra cui il famoso compositore Sergio Rendine. Questa canzone avrebbe dovuto essere il suo testamento d'addio, ma il futuro genero lo convinse a partecipare alla sua nascente Piedigrotta e, così, nel 1951, Papaccio figurò nel cast della neonata Piedigrotta, dove propose il brano Napulitano comm'a me.
Nel 1952, nonostante le continue insistenze di Rendine, con un concerto finale al Teatro Diana, l'artista diede il definitivo addio alle scene e ritornò, con il ruolo di Ispettore di Palcoscenico, a lavorare al Teatro San Carlo di Napoli, dove rimase fino alla pensione, nel 1963, ottenendo un diploma di benemerenza a suggello della sua carriera dedicata con successo all'arte canora. Grande conoscitore di musica, Papaccio continuò imperterrito l'attività d'insegnamento di canto nella propria abitazione, trovando un folto numero di allievi.
Nel 1972, alla bella età di 82 anni, Papaccio cantò ancora dal vivo, con l'accompagnamento al pianoforte di Furio Rendine, sette pezzi inediti che furono inclusi, insieme ad altre sue dieci incisioni del passato, nel 33 giri dedicatogli da Alberto Sciotti e Roberto Esposito, i quali, nello stesso anno, realizzarono una collana dedicata anche ad altri grandi interpreti napoletani del passato, come Ferdinando Rubino, Vittorio Parisi, Elvira Donnarumma e Gilda Mignonette.
Salvatore Papaccio morì a Napoli il 25 dicembre 1977. Prima di spirare, trovò la forza di dire ai suoi cari: "Scusateme tanto si v'aggio 'ntussecato Natale!".

## Curiosità
- Insieme a Vittorio Parisi e a Gennaro Pasquariello, era noto per essere una delle tre "P" della canzone napoletana.

## Filmografia
- Napoli verde-blu, regia di Armando Fizzarotti (1935)